# Кен Ливингстън
Кенет Робърт Ливингстън (на английски: Kenneth Robert Livingstone) е британски политик, първи кмет на Лондон.

## Биография
Роден е на 17 юни 1945 г.
От 1981 до 1986 г. е ръководител на Съвета на Голям Лондон – институция, която е закрита през 1986 г.
Избран е за първия кмет на Лондон през 2000 г., след като лейбъристкото правителство, водено от Тони Блеър, изпълнява предизборното си обещание да създаде кметска институция в Лондон. Преди това Лондон няма кмет.
Кен Ливингстън е широко известен с прозвището „Червения Кен“ заради силно лявата си политическа ориентация. Като кмет на Лондон проявява силна бизнес ориентация и не оправдава опасенията за крайно ляво управление. Сред най-значителните му действия е въвеждането на такса „задръстване“ в центъра на Лондон. Мярката първоначално е крайно противоречива, но впоследствие се приема от лондончани и предизвиква голям интерес сред местните управи на други големи градове по света.
Ливингстън е застъпник на гражданските права на ЛГБТ хората. През 2007 г. прави изявление като кмет на Лондон, в което обявява своята „отдаденост към това да опазя репутацията на нашия град на гостоприемно и спокойно място за живеене и посещение на хора, които са гейове и лесбийки.“

## Публикации
- Статия в gorichka.bg за зелената политика на Kenneth Livingstone Архив на оригинала от 2008-04-16 в Wayback Machine.